# باول أوبراين
باول أوبراين (بالإنجليزية: Paul O'Brien)‏ هو كيميائي بريطاني، ولد في 22 يناير 1954، وتوفي في 16 أكتوبر 2018.

## وصلات خارجية
- الموقع الرسمي